# Карнасис, Дин
Дин Карнасис (англ. Constantine Karnazes; 23 августа 1962, Инглвуд, Калифорния, США) — американский сверхмарафонец, автор книги «Откровения сверхмарафонца, бежавшего всю ночь», в которой он описывает свой опыт прохождения сверхмарафонской дистанции.. Наиболее известное достижение: пробежал 350 миль (560 км) за 80 часов и 44 минут без сна в 2005 году.

## Ранние годы
Дин Карнасис родился в Инглвуде пригороде Лос-Анджелеса в семье Ника и Фрэн Карнасис, греков по национальности. У него был брат Крейг и сестра Пэри, которая погибла в автокатастрофе в 18-летнем возрасте.
Отец Дина работал биологом-натуралистом в Департаменте Образования калифорнийского округа Оранж. Ранние годы жизни Карнасиса прошли в городах Даймонд-Бар и Сан-Клементе, штат Калифорния. Позже он отмечал, что сохранил дружеские отношения со многими ребятами, с которыми вместе ходил в школу в Сан-Клементе, и куда также ходили его брат и сестра. Жизнь в Сан-Клементе воспитала в нём любовь к природе, к пребыванию на свежем воздухе и радость от жизни в маленьком городе.

## Начало беговой карьеры
Любовь к бегу Дин обнаружил ещё в детском саду. Тогда ему нравилось бегать из садика домой. Поначалу он выбирал кратчайшую дорогу. Потом стал придумывать обходные маршруты, чтобы удлинить дистанцию. К третьему классу Дин уже участвовал и сам организовывал небольшие детские забеги на короткие дистанции. С возрастом ему стало интересно исследовать пределы своих возможностей: к 11 годам он пересек с севера на юг весь Большой Каньон и забрался на гору Уитни, самую высокую в континентальных Штатах Америки. В свой 12-й день рождения Дин проехал на велосипеде 64 км до дома своей бабушки, не предупредив родителей.
В средних классах школы Карнасис познакомился с Джеком МакТэвишем, тренером школьной команды по бегу. Именно он стал его учителем, открыл Дину радость бега на длинные дистанции. Универсальный тренерский наказ был чрезвычайно прост и выглядел так: «Стартуй быстро, финишируй ещё быстрее». Под таким девизом Карнасис в первый же год выиграл чемпионат Калифорнии по бегу на 1 милю (1,6 км) на стадионе. На финише тренер подошёл к Дину и сказал:
— Молодец, сынок! Как себя чувствуешь?
— Быстрый старт — это очень хорошая идея. Отличные ощущения! — ответил Карнасис.
— Если ощущения отличные, значит, ты бежал медленно. Надо, чтобы было чертовски плохо, — ответил на это тренер.
Через неделю после этого чемпионата отца Дина перевели в Сан-Клементе, и это были последние слова, которые Карнасис услышал от своего тренера. По утверждению Дина, он по сей день живёт по этому правилу.
В 1976 году, в девятом классе, Карнасис вошёл в школьную команду по кроссу во главе с тренером Беннером Каммингсом. Он придерживался мнения, что бегать нужно, чтобы обрести гармонию внутри себя. Его девиз был: «Беги сердцем». В том году Карнасис был избран «Самым вдохновляющим» бегуном команды и участвовал в своей первой гонке на выносливость. Это был благотворительный забег по стадиону для детей из неблагополучных семей. Дин бежал почти шесть часов, зарабатывая по доллару за каждый круг. Большинство учеников сделало тогда по 10-15 кругов, в то время как Дин одолел 105, что равнялось почти полной марафонской дистанции, на 195 метров короче марафона.
В старших классах школы у Карнасиса не сложились отношения с новым тренером команды, и он оставил бег на долгие 15 лет.

## Крупнейшие беговые достижения и их критика
Карнасис участвовал в большом количестве соревнований на выносливость — беговых и одном плавательном. Наиболее известные и знаменитые из них:
- пробежал 350 миль (560 км) за 80 часов и 44 минуты без сна в 2005 году[8]
- в одиночку 11 раз преодолел 199 миль (320 км) маршрут «Эстафета» из города Калистога в Санта-Круз.[9]
- в 2002 году пробежал марафон на Южном полюсе при температуре −13 °F (−25 °C) без снегоступов[10]
- в 2006 году пробежал 50 марафонов в 50 штатах за 50 дней подряд

Другие спортивные достижения:
- 2004 год: победитель сверхмарафона «Бэдуотер» (135 миль (217 км)) в Долине Смерти при температуре 120 °F (49 °C); в 2000—2008 гг входил в первую десятку финишеров[11]
- 2006 год: победитель сверхмарафона Вермонт 100 (100 миль)[12]
- 2008 год: победитель серии марафонов «4 пустыни»[англ.][13]
- 2005, 2008 год: член американской сборной по сверхмарафону на чемпионате Мира.
- 2004 год: пробежал 148 миль (238 км) за 24 часа по беговой дорожке[14]
- 1995—2006: обладатель 11 серебряных пряжек забега «Вестерн-Стейтс», то есть преодолел 161 км меньше чем за 24 часа[15]
- 2011: пересек территорию США (4800 км) от Диснейленда до Нью-Йорка за 75 дней, пробегая в день по 65-80 км[16][17]
- Переплыл залив Сан-Франциско

Награды СМИ:
- 2005, 2006, 2008 гг: звание «Лучшего стайера года» журнала «Competitor»
- 2007 г: победитель в номинации «Лучший атлет» в категории «Виды спорта на открытом воздухе» по версии телекомпании ESPN[18]
- 2007 г: вошёл в «Зал славы» журнала «Men’s Journal»
- 2004 г: вошёл в первую десятку атлетов в категории видов спорта на открытом воздухе по версии журнала «Outside magazine»

### 50 марафонов в 50 штатах за 50 дней подряд
В 2006 году Карнасис задумал и осуществил свой самый широко разрекламированный проект «Выносливость 50»: 50 марафонов в 50 штатах за 50 дней подряд". Начал он с марафона «Льюиса и Кларка» в Сент-Луисе 17 сентября 2006 года, а закончил 5 ноября того же года Нью-йоркским марафоном. Восемь из пятидесяти марафонов он пробежал в дни их официальных стартов. Но, поскольку обычно марафоны проводятся по выходным, в другие дни недели Карнасис — в компании от одного до пятидесяти бегунов — бежал по маршруту официальных сертифицированных марафонов (при содействии директоров и персонала забегов), но не в дни их проведения. Например, Карнасис бежал по маршруту Бостонского марафона, но не в апреле, когда он проходит официально.
Дин выполнил свой план, преодолел все логистические сложности и пробежал последний из пятидесяти марафонов в Нью-Йорке, в день его официального проведения, за 3 часа 30 секунд. В начале проекта он весил 70 кг, в конце — 69,5 кг.
Завершив акцию «50/50/50», Карнасис решил и домой, в Сан-Франциско, добраться бегом. По плану он должен был финишировать в январе 2007 года, однако, 15 декабря 2006 года он решил завершить свой пробег в Сент-Чарльз, шт. Миссури, чтобы провести время с семьёй.
В 2008 году был снят первый художественный фильм о Карнасисе. Ленту режиссёра Джей Би Бенна под названием «Ультрамарафонец: 50 марафонов — 50 штатов — 50 дней» выпустила компания «Джорнифилм». Она была показана в том же году в 300 кинотеатрах США, а в 2009 выпущена на DVD и Blu-ray.
Когда Карнасис только начинал бежать 50 марафонов, аналогичный проект в рамках сбора средств для жертв урагана Катрина завершал Сэм Томпсон. Он пробежал 51 марафон (во всех 50 штатах и Округе Колумбия) за 50 дней.

### Критика
Достижения Карнасиса были подвергнуты сомнению и оспорены на некоторых беговых сайтах (например, на LetsRun.com). Так, согласно информации, представленной на данном сайте, Карнасис выиграл беговой сегмент первого марафона на Южном полюсе, но нигде не было указано, что он был единственным его участником.
Уэлдон Джонсон, в прошлом — элитный бегун, сказал, что критика достижений Карнасиса, в частности, вызвана его даром привлекать спонсоров и внимание к акциям, которые далеко не так масштабны, какими представляются. Журналистка Элен Эллиот приводит следующие слова Джонсона:
"Есть много бегунов, которые смогут пробежать столько же, сколько Дин, и многие из них делали это до него, просто не привлекая к себе столько общественного внимания. Дин же создаёт себе имидж в СМИ, которому он на самом деле не соответствует. Самое большое достижение Дина — не в беге, а в маркетинге."
Джонсон высоко оценил вклад Карнасиса в сферу благотворительности.
Сверхмарафонец Джон Морлок защищал Карнасиса, но также признавал, что он «хороший бегун, но не великий. Он не азартный спортсмен, а просто очень хороший актёр». Вместе с тем он отмечал, что заслуги Карнасиса не получают должной оценки ещё и потому, что аудитория плохо знакома со спецификой бега на ультрадлинные дистанции и явно недооценивает уровень требуемой психологической и физической выносливости атлета.
Карнасис отметил, что научился не обращать внимания на критику, потому что получает сотни электронных сообщений от людей, которых вдохновляет своим примером.

## Карьера вне бега
В 1995 году в Сан-Франциско Карнасис основал компанию по продаже продуктов для здорового питания «Энерджи Уэлл Нэчурал Фудс» и по сей день является её президентом. Сейчас она называется «Гуд Хелс Нэчурал Фудс». Также Карнасис ведёт регулярную колонку в журнале «Men’s Health».
В 2011 году в городе Сан-Ансельмо, в Калифорнии, Дин Карнасис открыл магазин «U-top It», торгующий замороженным йогуртом.

## Появления в СМИ
Согласно информации, предоставленной менеджером Карнасиса, он появлялся в эфире популярных американских телешоу: The Today Show, 60 Minutes Архивная копия от 25 апреля 2013 на Wayback Machine (в 2009 г), The Late Show with David Letterman, CBS News, CNN, ESPN, The Howard Stern Show, NPR’s Morning Edition, Late Night with Conan O’Brien, на канале BBC; на обложке изданий: Runners' World, Outside, Wired magazine’s.
Ему были посвящены статьи в журналах и газетах: TIME, Newsweek, People, GQ, The New York Times, USA TODAY, The Washington Post, Men’s Journal, Forbes, The Chicago Tribune, The Los Angeles Times, the London Telegraph и многих других.
Карнасис трижды побеждал в номинации «Стайер года» журнала «Competitor magazine», получил награду ESPY как лучший спортсмен года по версии телекомпании ESPN.
Стэн Ли посвятил Карнасису эпизод своего документального сериала «Суперлюди», который назвал «Ультрамарафонец». В нём утверждалось, что Карнасис в состоянии долгое время сдерживать рост уровня лактата. Сам Дин объяснял свою необычайную выносливость способностью организма не выходить за лактатный порог, выгонять молочную кислоту из крови и превращать её в энергию.
Однако Крис Кармайкл, тренировавший в своё время Лэнса Армстронга, привёл данные тестов Карнасиса, которые Дин прошёл в специализированном спортивном центре в Аспене в 2006 году, в соответствии с которыми его уровень максимального потребления кислорода VO2 макс (64,8) и лактатный порог (63,4 % от VO2 макс) находятся на уровне «выше среднего» и не более того.

## Личная жизнь
Ещё в школе Карнасис познакомился с алкоголем, и дважды его выгоняли из школы за появление на занятиях в состоянии опьянения. В университете его образ жизни не изменился, и ночные пьянки продолжались до того момента, пока в автокатастрофе не погибла его сестра.
Карнасис учился в Политехническом Университете штата Калифорнии в городе Сан-Луис-Обиспо, на факультете пищевых технологий. Там же он поступил в магистратуру и закончил её с лучшими оценками на курсе. Учёбу он оплачивал, получая стипендии и гранты, а также работая в центре здоровья в студенческом городке. Затем Карнасис поступил в Школу Бизнеса МакЛарен Университета Сан-Франциско. У него две учёные степени — в научной сфере и в бизнесе.
Супругу Карнасиса зовут Джули. Они познакомились, когда он учился в девятом классе в школе Сан-Клементе. Дети Дина сопровождали его на большей части его проекта «50/50/50», находясь в то время на домашнем обучении.
В 2004 году журнал «GQ» присудил Карнасису победу в номинации «Лучшее тело года».

## Книги
- Ultramarathon Man: Confessions of an All-Night Runner, Tarcher (March 2, 2006) ISBN 978-1-58542-480-1
- 50/50: Secrets I Learned Running 50 Marathons in 50 Days (with Matt Fitzgerald) Grand Central Publishing (August 12, 2009) ISBN 978-0-446-58184-4
- Run: 26.2 Stories of Blisters and Bliss, Rodale (March 1, 2011) ISBN 978-1-60529-279-3. Победитель British Sports Book Awards[англ.], Best Publicity Campaign[31]